# Посланица Филимону
 Посланица Филимону је једна од књига Новог завета и Библије. Свети Павле је ову посланицу написао Филимону, хршћанину Колошанину. Посланица је најважнији рани хришћански текст о праштању. Посланица са једне стране изражава Павлову отменост и меко очинско срце према свима, а са друге страна осветљава став хришћанства према питању ропства. Најкраћа је од свих Павлових посланица, има 335 речи у оригиналу на грчком језику. Библијска скраћеница је Фил.
Посланицу су цитирали британски и амерички борци за укидање ропства, а Ернаст Ренан назива посланицу бисером ранохришћанске књижевности.